# PzB 38
PzВ 38 (нем. Panzerbüchse 1938) — 7,9-мм германское противотанковое ружьё времён Второй мировой войны.

## История
PzВ 38 было принято на вооружение в 1938 году. Через год ему на смену пришло упрощённое и облегчённое ружьё PzВ 39, выпускавшееся до 1942 года. Производство было остановлено из-за низкой эффективности PzВ 39 против советских танков Т-34, КВ-1, ИС-1 и ИС-2, а некоторая часть ружей была в дальнейшем переделана в гранатомёты GrB 39 (нем. Granatbüchse 1939).

## Производство[2]
На 1 сентября 1939 года в войсках ружей не было. Однако, по результатам польской кампании, в октябре, на вооружение были отправлены 568 PzB 38, которые находились на складах. С ноября было возобновлено и их производство. Так, на 1 мая 1940 года в войсках числилось 1353 ружья, к концу года — 7441, на 1 июня 1941 года — 25298, а на 1 июня 1942 — 34474.
Выпуск ружей закончился в ноябре 1941 года, когда стало окончательно ясно, что оружие утратило свою эффективность.
|       | 1     | 2     | 3     | 4     | 5     | 6     | 7     | 8     | 9     | 10    | 11    | 12    | Всего |
| ----- | ----- | ----- | ----- | ----- | ----- | ----- | ----- | ----- | ----- | ----- | ----- | ----- | ----- |
| 1939  |       |       |       |       |       |       |       |       |       |       | 132   | 150   | 282   |
| 1940  | 200   | 107   | 151   | 231   | 16    | 80    |       |       |       |       |       |       | 785   |
| Всего | Всего | Всего | Всего | Всего | Всего | Всего | Всего | Всего | Всего | Всего | Всего | Всего | 1067  |

|       | 1     | 2     | 3     | 4     | 5     | 6     | 7     | 8     | 9     | 10    | 11    | 12    | Всего |
| ----- | ----- | ----- | ----- | ----- | ----- | ----- | ----- | ----- | ----- | ----- | ----- | ----- | ----- |
| 1940  |       |       |       | 4     | 235   | 293   | 568   | 1069  | 901   | 1755  | 1755  | 2885  | 9465  |
| 1941  | 2710  | 2590  | 3050  | 3600  | 3755  | 2740  | 2934  | 3000  | 2450  | 2112  | 646   |       | 29587 |
| Всего | Всего | Всего | Всего | Всего | Всего | Всего | Всего | Всего | Всего | Всего | Всего | Всего | 39052 |

## Описание
PzB 38 имело, несмотря на однозарядность, довольно сложную конструкцию: вертикально скользящий клиновой затвор и своеобразная лафетная компоновка, при которой ствол, ствольная коробка и затворная группа после выстрела откатывались назад, открывая затвор и выбрасывая гильзу. Рукоятка ручного открытия затвора находилась справа. На обе стороны ствольной коробки могли крепиться короба с 10 запасными патронами в каждом. Приклад и двуногая сошка — складные.
В отличие от PzB 38 в PzB 39 открытие затвора и экстракция гильзы осуществлялись только вручную, так как ствол был неподвижен. Для открытия затвора использовалась подвижная пистолетная рукоятка. Оружие имело дульный тормоз, фиксированные прицельные приспособления, пристрелянные на 400 м, и складную рукоятку для переноски.

## Снаряжение и обязанности расчёта ПТР
В каждой стрелковой роте вермахта было по три ПТР с общим для них командиром. В бою же каждое из ружей придавалось к одному из взводов и следовало позади него.
|                             | Снаряжение | Обязанности: | Примечания |
| --------------------------- | --- | --- | --- |
| Стрелок №1 (нем. Schütze 1) | Противотанковое ружье, 2 подсумка для патронных ящиков на ремне (40 выстрелов на ремне)*, 1 экстрактор для разорванных гильз и пробойник в левом нагрудном кармане, 1 набор для чистки RG34 lang (рус. длинный)**, Пистолет | Стрелок №1- это первый номер расчета. Он обслуживает противотанковое ружье в бою. Он отвечает за: (1) Занятие как можно более защищенной огневой позиции, (2) Быстрое ведение огня по наиболее слабозащищенным местам бронетехники противника, (3) Быстрая смена цели, (4) Уход и обслуживание противотанкового ружья. | * Для данного ПТР были разработаны специальные короба на 10 выстрелов каждый (нем. Patronenbehaelter 38/39), которые могли крепиться попарно к самому ружью (т.н. ускоритель заряжания). В каждом подсумке носилось две таких коробки. Подсумок открывался клапанами вверх и вниз, носился на ремне. **набор для чистки RG 34 lang внешне представлял собой увеличенный в размерах набор для чистки карабина Mauser 98k. Из-за своих размеров носился в сухарной сумке. Содержит в себе целый ряд специфических инструментов. ***стандартный патронный подсумок для карабина Mauser 98k. |
| Стрелок №2 (нем. Schütze 2) | 2 подсумка для патронных ящиков на ремне (40 выстрелов)*, Винтовка, Малая пехотная лопатка, 1 патронный подсумок.*** | Стрелок №2 - подносчик боеприпасов. Он отвечает за: (1) Подачу боеприпасов, (2) Наблюдение за ведением огня, наблюдение за целями (3) Уход за боеприпасами, наполнение патронных ящиков. | * Для данного ПТР были разработаны специальные короба на 10 выстрелов каждый (нем. Patronenbehaelter 38/39), которые могли крепиться попарно к самому ружью (т.н. ускоритель заряжания). В каждом подсумке носилось две таких коробки. Подсумок открывался клапанами вверх и вниз, носился на ремне. **набор для чистки RG 34 lang внешне представлял собой увеличенный в размерах набор для чистки карабина Mauser 98k. Из-за своих размеров носился в сухарной сумке. Содержит в себе целый ряд специфических инструментов. ***стандартный патронный подсумок для карабина Mauser 98k. |

Кроме того расчёт противотанкового ружья, согласно уставу, мог входить в состав штурмовой группы:
Звено подрыва укреплений (нем. Schartensprengtrupp)
(звено комплектовалось личным составом, как правило, из пехотного саперного взвода (нем. Inf.Pi.Zug))
Противотанковое ружье используется для стрельбы по амбразурам.
Численность:
для каждой амбразуры или укрепления, по возможности, отдельное звено из 3 человек; кроме того, от 1 до 2 противотанковых ружей;
Снаряжение:
2 пистолета, 1 винтовка, 10 мешков для песка по 2 ручные гранаты в каждом, 1 подрывной заряд (3 кг.) с детонатором и шестом;
Задачи:

Звено подрыва укреплений уничтожает укрепления, подходы или установленные орудия путем их подрыва или уничтожает укрепление вместе с орудием.

## Боеприпасы
Используемые патроны имели общий кодовый индекс 318. Гильзы латунные Patronenhülse 318 или стальные Patronenhülse 318 (Stahl), стальные были в основном лакированные (нем. lackiert), но были разработаны и омеднённые (нем. verkupfert).
- Patrone 318 — основной патрон для PzB: с бронебойно-трассирующей химической пулей Geschoss 318 массой 14,3 г (пуля также обозначалась как SmK.H.Rs.L’spur); в хвостовой части твердосплавного сердечника пули находился небольшой заряд отравляющего вещества слезоточивого действия (раздражающий агент Rs = нем. Reizstoff); гильза латунная или стальная;
- Patrone 318 (Tp) — вариант основного патрона для использования в тропических (Tp=нем. Tropen) условиях: заряд несколько уменьшен для стрельбы при повышенных температурах, введена дополнительная герметизация на стыке пули и дульца, гильза латунная;
- Patrone 318 Űb — практический патрон с обыкновенной пулей sS (позже и SmE) от штатного 7,9-мм винтовочного патрона, заряд уменьшен, использовались для обучения в стрельбе, гильза латунная или стальная;
- Platzpatrone 318 — холостой патрон с деревянным пустотелым имитатором пули (нем. Holzgeschoss 33), гильза латунная или стальная;
- Exerzierpatrone 318 — учебный патрон с пластиковым корпусом, известны варианты с цельнотянутыми металлическими корпусами.

Бронепробиваемость составляет:
- на дальности 100 м под углом 90° — 30 мм;
- на дальности 300 м под углом 90° — 20 мм.

## Варианты
- PzВ 38 — исходный вариант, выпускавшийся с 1938 до 1939 года.
- PzВ 39 — упрощённый и облегчённый вариант, выпускавшийся с 1939 до 1942 года.
- GrB 39 — гранатомёт, полученный путём переделки PzВ 39. Принцип действия аналогичен ружейному гранатомёту (метание холостым патроном надкалиберных боеприпасов с наствольной мортирки). Первоначально планировалось выпустить 37000 гранатомётов, однако появление весной 1943 г. более мощного оружия — РПГ «Faustpatrone», привело к тому, что уже в апреле того же года производство GrB 39, после изготовления 28023 единиц, было прекращено.
- Советская копия — поскольку в первые месяцы Великой Отечественной войны РККА не хватало противотанковых средств, 8 июля 1941 г. И. В. Сталиным было инициировано создание дешёвых противотанковых ружей. На время их разработки было решено в кратчайшие сроки скопировать германское 7,92-мм ружьё PzB.39 и патрон к нему. Несмотря на низкую живучесть получившихся ружей 10 августа 1941 г. они были запущены в производство, за август-сентябрь было изготовлено всего 144 шт.[5]

## Галерея

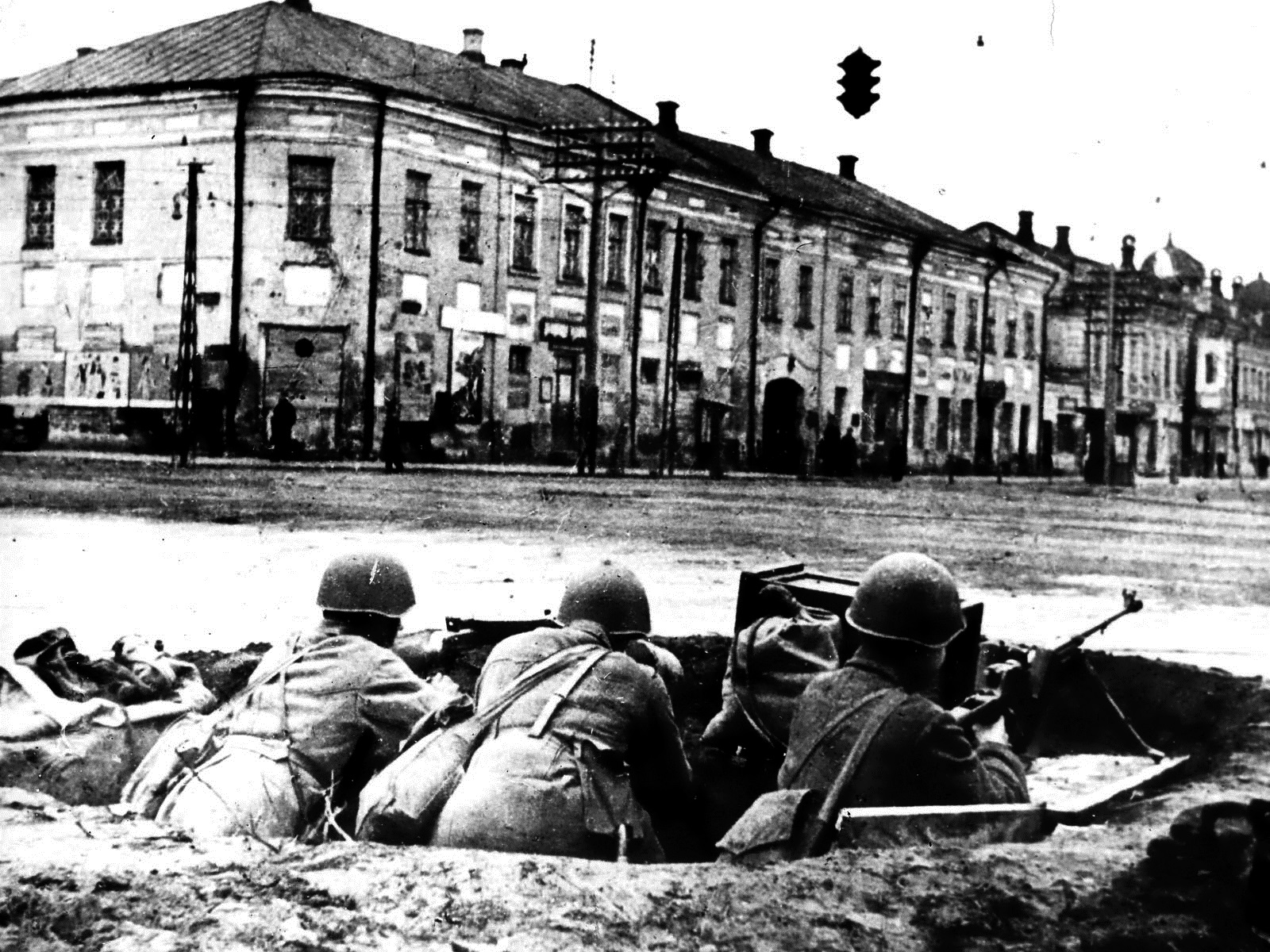
Защитники города готовы к бою. Тула, перекресток улиц Советской и Коммунаров (ныне проспект Ленина), октябрь-ноябрь 1941 года. У бойца справа трофейное ПТР.
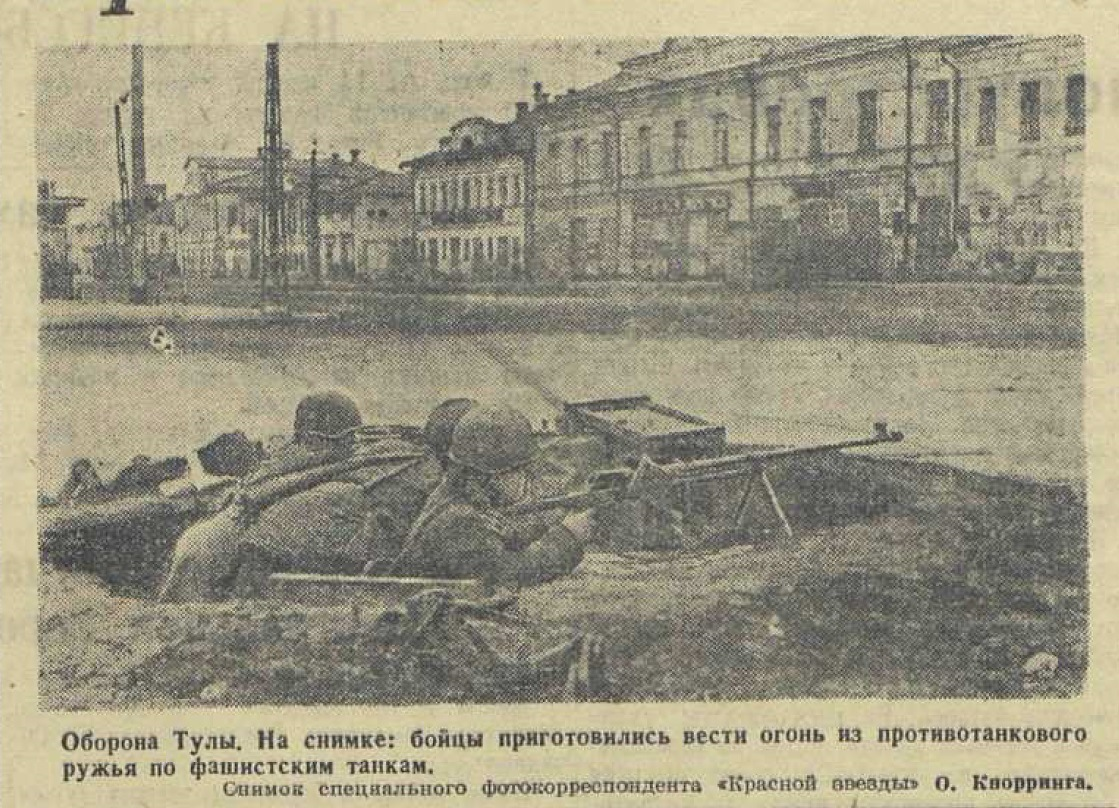
Трофейное ПТР при обороне Тулы.
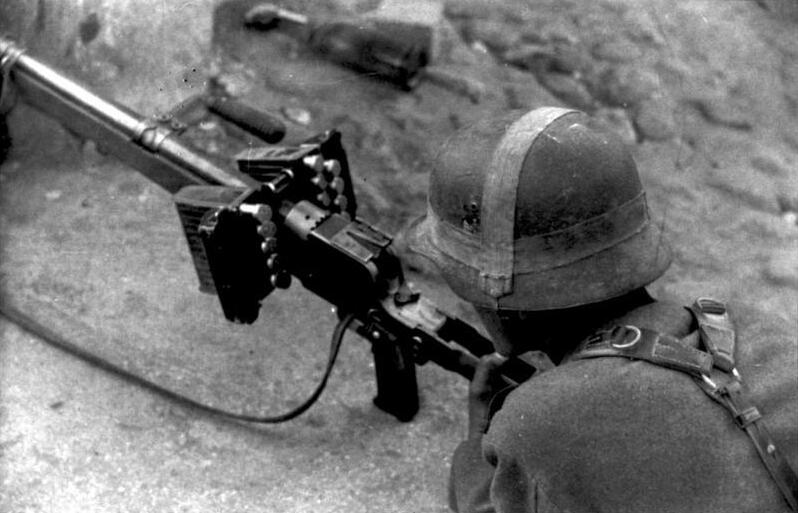
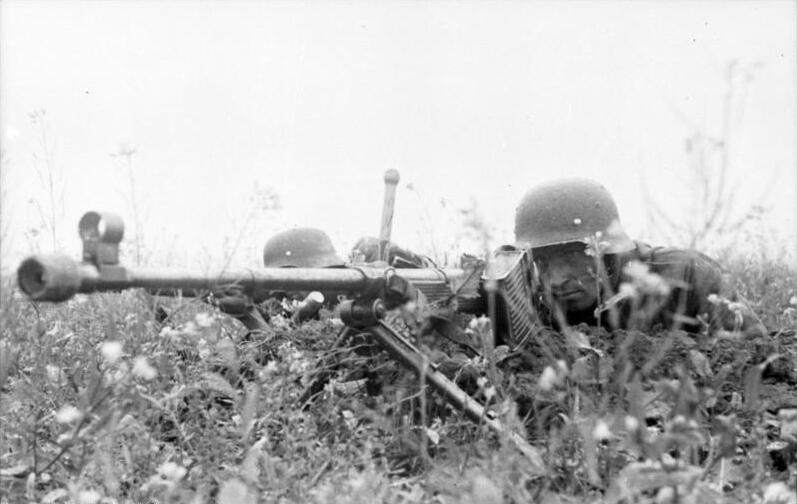
Немецкие солдаты с PzВ-39
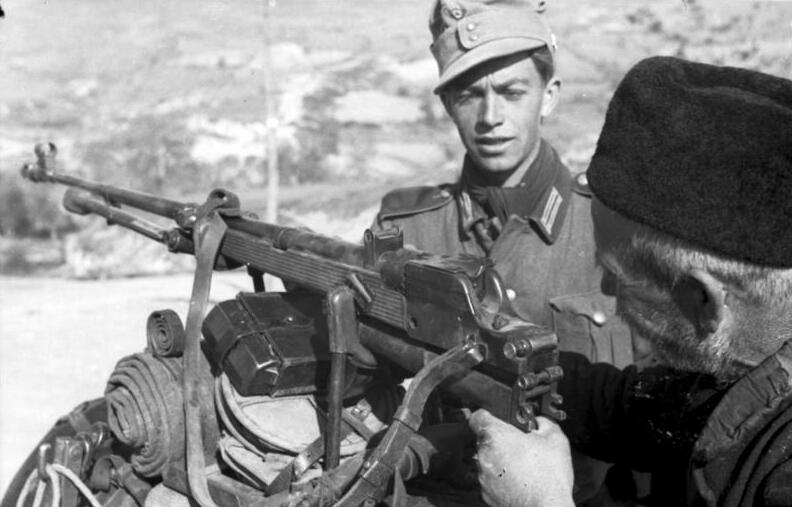
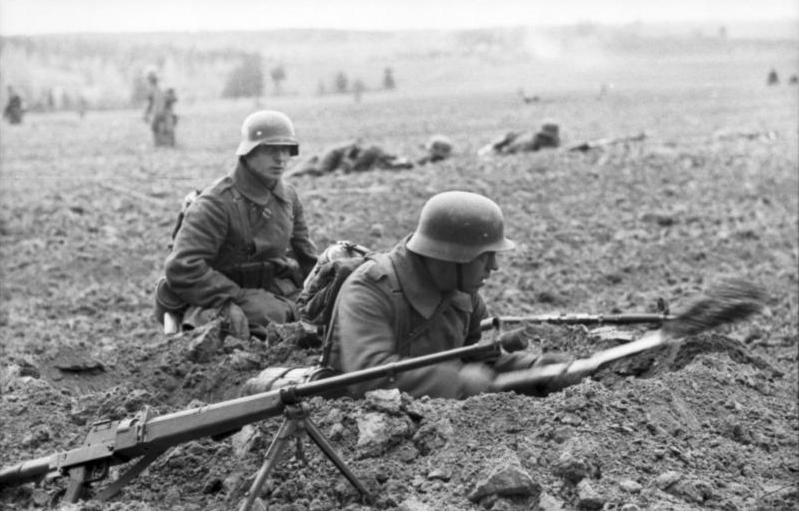
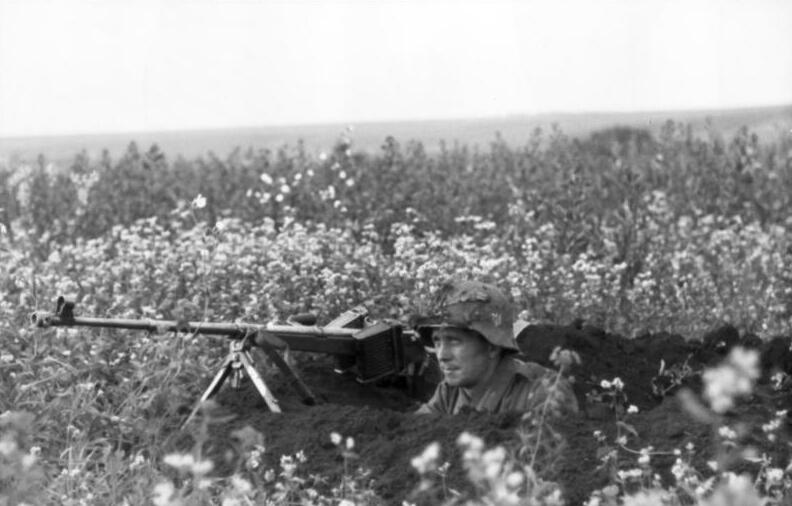
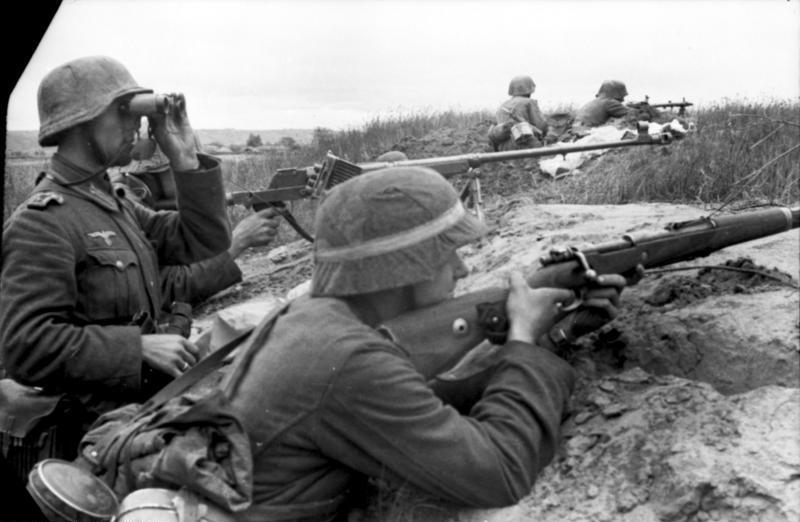
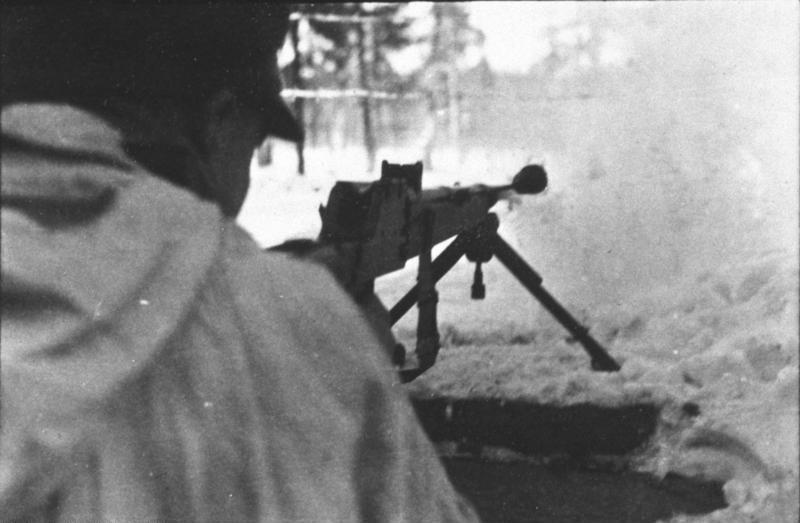
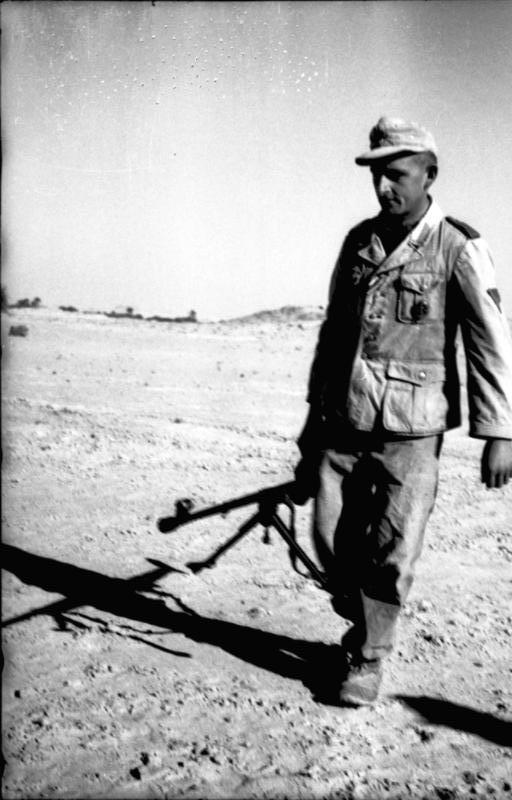